# Такотна (Аљаска)
Такотна (енгл. Takotna) насељено је место без административног статуса у америчкој савезној држави Аљаска.

## Демографија
По попису из 2010. године број становника је 52, што је 2 (4,0%) становника више него 2000. године.
| Група                 | 2000.      | 2010.      |
| Амерички староседеоци | 21 (42,0%) | 12 (23,1%) |
| Белци                 | 29 (58,0%) | 23 (44,2%) |
| Афроамериканци        | 0 (0,0%)   | 0 (0,0%)   |
| Азијати               | 0 (0,0%)   | 0 (0,0%)   |
| Хиспаноамериканци     | 0 (0,0%)   | 3 (5,8%)   |
| Укупно                | 50         | 52         |